# Mike Gallagher (Politiker)

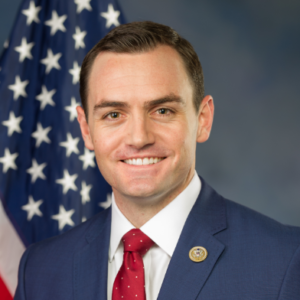
Mike Gallagher, 2017

Michael John „Mike“ Gallagher (* 3. März 1984 in Green Bay, Wisconsin) ist ein US-amerikanischer Politiker der Republikanischen Partei. Von Januar 2017 bis April 2024 vertrat er den achten Distrikt des Bundesstaats Wisconsin im US-Repräsentantenhaus.

## Werdegang
Mike Gallagher besuchte bis 2002 die Mater Dei High School in Santa Ana (Kalifornien). Danach studierte er an der Princeton University, die er 2006 mit einem Bachelor of Arts verließ. Darauf folgte ein Studium an der National Intelligence University in Washington, D.C., welches er 2010 mit einem Master of Science abschloss. Anschließend studierte er an der Georgetown University, wo er 2013 noch einen Master of Arts und 2015 den Ph.D. erlangte. Schwerpunkte seines Studiums waren Sicherheitsbelange, politische Verwaltung und internationale Beziehungen.
Der größte Teil seines Studiums fiel in seine Militärzeit beim United States Marine Corps, dem er zwischen 2006 und 2013 angehörte. Dort stieg er bis zum Captain auf. Von 2013 bis 2015 arbeitete er für das United States Senate Committee on Foreign Relations. Seither ist er Marketing-Stratege (Senior Global Market Strategist) bei der Firma Breakthrough Fuel, Limited Liability Company. Er ist auch Mitglied der National Rifle Association.
Gallagher lebt mit seiner Frau Anne und ihren beiden Kindern in Green Bay.

## Politik
Politisch schloss er sich der Republikanischen Partei an. Im Jahr 2015 gehörte er zum Wahlkampfteam von Scott Walker, der erfolglos in den republikanischen Vorwahlen die Nominierung zum Präsidentschaftskandidaten für die Wahlen des Jahres 2016 anstrebte.
Bei den Kongresswahlen des Jahres 2016 wurde Michael Gallagher als Kandidat seiner Partei im achten Wahlbezirk des Staates Wisconsin in das Repräsentantenhaus der Vereinigten Staaten gewählt, wo er am 3. Januar 2017 die Nachfolge seines Parteikollegen Reid Ribble antrat, der 2016 nicht mehr kandidiert hatte. Er setzte sich am 8. November mit 62,7 % gegen Tom Nelson von der Demokraten durch. In der Wahl 2018 besiegte er den Demokraten Beau Liegeois mit 63,7 %. Bei der Wahl zum Repräsentantenhaus der Vereinigten Staaten 2020 gewann er gegen Amanda Stuck von den Demokraten mit 64,2 % der Stimmen.
Die Primary (Vorwahl) seiner Partei für die Wahlen 2022 am 9. August konnte er mit 84,6 % klar gewinnen. Er trat am 8. November 2022 gegen Paul Boucher von der Demokratischen Partei und Jacob VandenPlas von der Libertarian Party an. Er entschied die Wahl mit 73,5 % der Stimmen für sich und war dadurch im Repräsentantenhaus des 118. Kongresses vertreten. Im März 2024 gab Gallagher sein vorzeitigen Rücktritt zum 19. April bekannt. Sein Sitz im Repräsentantenhaus wurde danach nicht durch eine Nachwahl gefüllt.

### Ausschüsse
Er war Mitglied in folgenden Ausschüssen des Repräsentantenhauses:
- Committee on Armed Services
  - Cyber, Information Technologies, and  Innovation
  - Seapower and Projection Forces
- Permanent Select Committee on Intelligence
  - Central Intelligence Agency
  - National Security Agency and Cyber
- Select Committee on the  Strategic Competition Between the United States and the Chinese Communist Party

Zuvor war er auch Mitglied im Committee on Homeland Security sowie im Committee on Transportation and Infrastructure.